# Calcio (BG)
Calcio é uma comuna italiana da região da Lombardia, província de Bérgamo, com cerca de 4.798 habitantes. Estende-se por uma área de 15 km², tendo uma densidade populacional de 320 hab/km². Faz fronteira com Antegnate, Cividate al Piano, Cortenuova, Covo, Fontanella, Pumenengo, Rudiano (BS), Urago d'Oglio (BS).

## Demografia
| Variação demográfica do município entre 1861 e 2011                               |
|                                                                                   |
| Fonte: Istituto Nazionale di Statistica (ISTAT) - Elaboração gráfica da Wikipedia |